# Prinsesse Alexandra af Hannover (født 1999)
Prinsesse Alexandra Charlotte Ulrike Maryam Virginia af Hannover (tysk: Alexandra Prinzessin von Hannover) (født 20. juli 1999 i Vöcklabruck i Oberösterreich). Hun er tysk og monegaskisk prinsesse. 
Hun er det eneste fælles barn i ægteskabet mellem arveprinsesse Caroline af Monaco og prins Ernst August 5. af Hannover. Hun har ældre halvsøskende både på fædrene og mødrene side.

## Arving i Monaco
Prinsesse Alexandra er placeret efter sin mor og sine ældre monegaskiske halvsøskende i arvefølgen til fyrstetronen i Monaco.
Hun er det yngste barnebarn af Grace Kelly (fyrstinde Gracia Patricia) og fyrst Rainier 3. af Monaco. Det afdøde fyrstepars andre legitime børnebørn har borgerlige fædre, derfor er Prinsesse Alexandra det eneste barnebarn, der har en fyrstelig titel.   

## Europæiske kongehuse
Gennem sin far Ernst August af Hannover er prinsesse Alexandra efterkommer af samtlige konger og kurfyrster i Hannover. Hun er oldebarn af Ernst August af Braunschweig, der var hertug af Braunschweig i 1913-1918. 
Hun nedstammer også fra kong Georg 3. af Storbritannien, dronning Victoria af Storbritannien, kejser Wilhelm 2. af Tyskland, kong Christian 9. af Danmark, dronning Caroline Mathilde af Danmark-Norge, hertug Friedrich der Achte af Augustenborg (1829-1880) og hertug Frederik af Glücksborg (1814-1885).  
Som efterkommer af dronning Victoria af Storbritannien har prinsesse Alexandra (en teoretisk) arveret til den britiske trone. 
Dronning Frederike af Grækenland var prinsesse Alexandras fars eneste faster. Gennem Frederike er Alexandra i familie med Irene af Grækenland, Konstantin 2. af Grækenland og med dronning Sofia af Spanien. 